# Rancho Cucamonga
Rancho Cucamonga é uma cidade localizada no estado norte-americano da Califórnia, no condado de San Bernardino. Foi incorporada em 30 de novembro de 1977.

## Geografia
De acordo com o United States Census Bureau, a cidade tem uma área de 103,26 km², onde 103,21 km² estão cobertos por terra e 0,05 km² por água.

## Demografia
Segundo o censo nacional de 2010, a sua população é de 165 269 habitantes e sua densidade populacional é de 1 601,27 hab/km². Possui 56 618 residências, que resulta em uma densidade de 548,57 residências/km².